# 市丸吉左衛門
市丸吉左衛門（市丸吉エ衛門、いちまる きちざえもん、1915年5月7日-2012年2月3日）は、日本の公認会計士。

## 人物・来歴
佐賀県出身。唐津商業学校卒。公認会計士市丸吉左エ門事務所所長。

## 著書
- 『税法上の減価償却の改正と其の実務』税務経理協会, 1947
- 『税務の減価償却実務』双珠社, 1949
- 『法人税の実務』税務経理協会, 1950
- 『法人税申告書の書き方』大蔵財務協会, 1950
- 『法人税の理論と実務』市丸吉左ェ門 著. 税務経理協会, 1954
- 『同族会社の税務会計』 (中経文庫. 税務会計シリーズ) 中央経済社, 1955
- 『引当金の税務会計』 (中経文庫. 税務会計シリーズ) 中央経済社, 1956
- 『法人税法解説』税務研究会, 1961

### 共編著
- 『法人資産再評価法解説と実務』中村平男共著. 税務研究会, 1950
- 『改正耐用年数と減価償却』稲村香一郎共著. 税務経理協会, 1951
- 『法人税法解説 昭和47年版』草川十郎共著. 税務研究会出版局, 1972
- 『法人税の理論と実務 新訂』米山鈞一共著. 税務経理協会, 1976
- 『会社の合併・分割・清算・更生 その法律と税務・会計の実務 例解問答式』上田明信, 市丸,斎藤奏 編集委員代表. 清文社, 1977.7